# Харьков (аэропорт)
Международный аэропорт «Ха́рьков» (укр. Міжнародний аеропорт «Харків») (ИАТА: HRK, ИКАО: UKHH) — международный аэропорт в городе Харькове, Украина.
Аэропорт расположен в городской черте в 12 километрах южнее центра Харькова. Аэропорт способен принимать самолёты Airbus A320, Boeing 737, Boeing 757, Airbus A321 и все более лёгкие, а также Boeing 767, Airbus A330, Ан-124 с некоторыми ограничениями. 24 февраля 2022 года аэропорт временно приостановил работу из-за вторжения России на Украину. 25 марта один из терминалов аэропорта подвергся обстрелам.

## История
- 26 марта 1923 года в Харькове было учреждено акционерное общество «Укрвоздухпуть», одной из задач которого была организация регулярных авиарейсов. 25 мая 1924 года были открыты первые регулярные пассажирские линии «Укрвоздухпути»: Харьков — Полтава — Киев и Харьков — Кировоград — Одесса. Грунтовая взлётно-посадочная полоса находилась в то время на северной окраине города за городским парком, в Сокольниках, где сейчас располагается авиазавод.
- В 1926 году на базе авиамастерских «Укрвоздухпути» был организован Авиазавод имени Совнаркома УССР. Развитие авиационного производства в Сокольниках потребовало переноса гражданского аэропорта. Для него было выбрано место в 12 километрах к югу от центра города, за посёлком Основа.
- В 1928 году из Харькова начали выполняться первые международные рейсы по маршруту Харьков — Тегеран.
- Новый аэропорт вступил в строй 6 декабря 1932 года. Он включал в себя грунтовую взлётно-посадочную полосу, двухэтажное здание аэровокзала и прочие наземные службы.
- В августе 1933 года аэропорту было присвоено имя Павла Постышева.
- В 1936 году аэропорт был признан лучшим в СССР.
- В предвоенные годы в Харьковском аэропорту совершали посадку транзитные рейсы, проходившие из Москвы и Ленинграда в Крым и на Кавказ. Здесь приземлялся крупнейший в мире пассажирский самолёт тех лет, шестимоторный гигант ПС-124 (Пассажирский самолёт завода № 124 или АНТ-20бис), который выполнял рейсы Москва — Харьков — Минеральные Воды.
- В 1941 году на аэродроме была построена бетонная взлётно-посадочная полоса.
- В 1940—1941 годах в аэропорту построили две цементобетонных полосы длинной 1000 метров и шириной 80 метров, рулёжные дорожки и места для стоянки самолётов из кирпича и цементобетона, аэровокзал, склады, два железных ангара. Аэропорт был оснащён радиомаяком.
- С началом Великой Отечественной войны личный состав аэропорта вошёл в состав Киевской и Харьковской особых авиагрупп Гражданского Воздушного флота.
- В период Второй мировой войны аэропорт Харьков Основа был сильно разрушен: лётное поле, взлётно-посадочные полосы, рулёжные дорожки, стоянки для самолётов больше нельзя было использовать. Акты проведённых исследований того времени говорят о том, что на каждые 100 метров приходилось по две — три воронки от бомб. Разрушены были также ангары и здание аэровокзала.
- Существующий аэровокзал был сооружён в послевоенные годы по типовому проекту, разработанному московским НИИ «Аэропроект» в 1951 году (арх. Элькин Г., Крюков Г., Миткевич Г.).
- Уже к началу 1970-х годов Харьковский аэропорт ежегодно обслуживал до 600 тысяч пассажиров[2], а через 10 лет эта цифра возросла до 900 тысяч человек. В то же время город вплотную подступил к аэропорту. Поэтому в генплане города, разработанном в конце 1970-х — начале 1980-х годов было предусмотрено строительство нового аэропорта «Харьков-Полевой» в районе пгт. Полевая Дергачевского района, что в 30 километрах от Харькова. В перспективе туда же планировался вынос сборочных цехов авиазавода. Проект нового аэропорта разрабатывал институт «Украэропроект», а аэровокзала — «Укргорстройпроект». Аэропорт планировалось связать с городом скоростной автомагистралью. В конце 1980-х годов началось строительство взлётно-посадочной полосы, но с распадом Союза ССР работы были прерваны.
- В 1995 году была проведена реконструкция — выполнен капитальный ремонт здания аэропорта, создан пункт погранично-таможенного контроля. Также была реконструирована взлётно-посадочная полоса, в результате чего аэропорт смог стать полноценным международным предприятием и был допущен к выполнению полётов на самолётах Ил-76.
- В марте 2008 года весь имущественный комплекс Харьковского аэропорта был передан в аренду сроком на 49 лет инвестиционной группе DCH А. В. Ярославского. Взлётно-посадочная полоса, как стратегический объект, находится в собственности государства. Компанией «Arcstone» (Харьков) под руководством компаний «Airport Consulting Vienna» (Австрия) и «Airport Reseach Center» (Германия) был разработан проект масштабной реконструкции харьковского аэропорта, который начали реализовывать во второй половине 2008 года.
- 28 августа 2010 года открыт новый терминал площадью 20 тысяч м2 с пропускной способностью 650 пассажиров в час. При этом старое здание аэропорта было решено реконструировать. Сегодня в нём находится VIP-терминал. К сохранению ретро стилистики подошли с особым трепетом, чтобы сохранить историю аэропорта[3].

- С 1 декабря 2010 года наземным обслуживанием занимается швейцарская компания «Swissport» (также обслуживает аэропорт «Борисполь»). Компания занимается регистрацией пассажиров, трансфером автобусами до борта самолёта, обеспечением трапами, центровкой и контролем загрузки воздушных судов[4].
- В 2011 году была введена в эксплуатацию новая взлётно-посадочная полоса длиной 2500 метров, которая может принимать без ограничений все типы среднемагистральных самолётов и некоторые типы дальнемагистральных воздушных судов. Полоса оборудована по II категории ICAO, что позволяет аэропорту «Харьков» принимать самолёты в плохую погоду.
- В 2012 году аэропорт был оснащён двумя телетрапами и новой диспетчерской вышкой.
- В 2012 году аэропорт «Харьков» успешно обеспечил обслуживание рейсов футбольных команд и болельщиков чемпионата Европы по футболу Евро-2012. В некоторые дни загрузка аэропорта была настолько высокой, что для стоянки самолётов использовалось покрытие старой взлётно-посадочной полосы.
- С 2013 года аэропорт имеет курсо-глиссадную систему (ILS) по категории II.
- В августе 2013 года аэропорт успешно принял Ан-124 «Руслан», обладающий самой большой взлётной массой в 392 тонны среди самолётов, которые когда-либо принимал харьковский аэропорт[5].
- 2 марта 2019 года авиакомпания SkyUp объявила об открытии базы в харьковском аэропорту[6].

## Модернизация и реконструкция

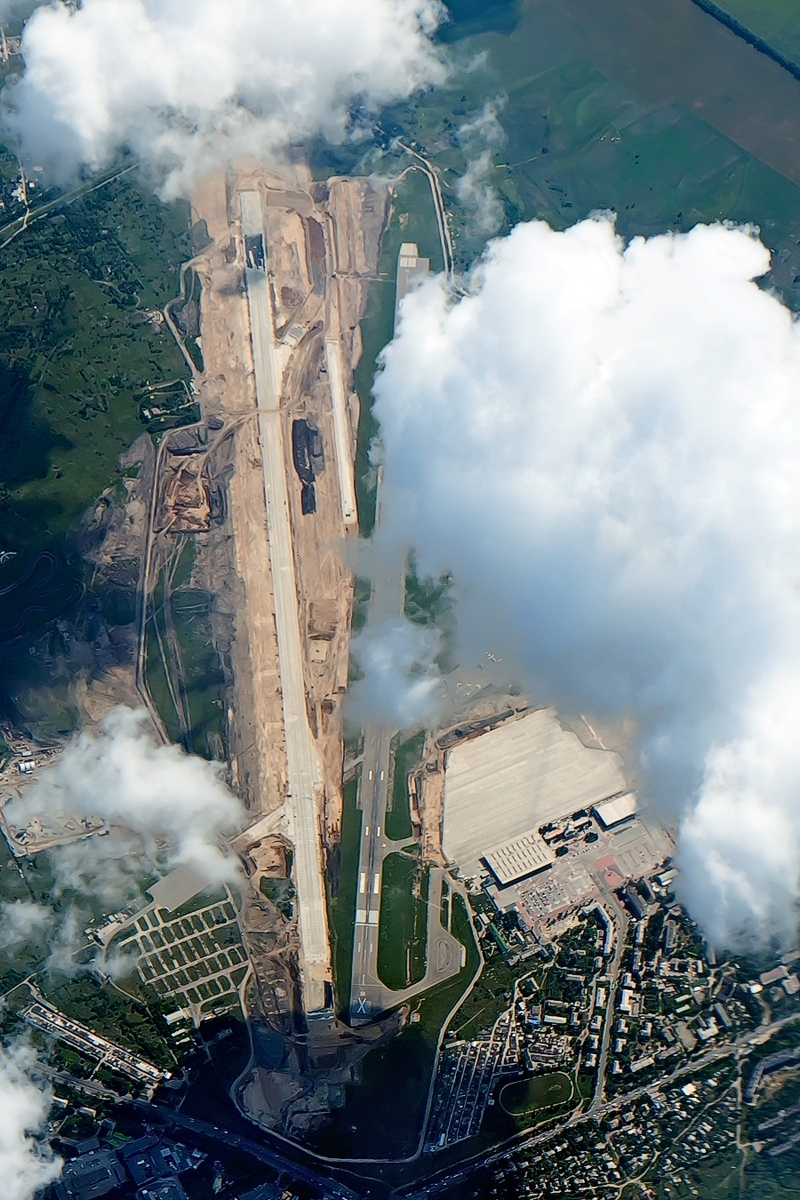
Новая ВПП

Международный аэропорт «Харьков» — один из важнейших объектов города Харькова, который реконструировали в рамках подготовки к проведению чемпионата Европы по футболу 2012 года. Старт масштабному проекту был дан 1 апреля 2008 года, когда компания «Нью Системс АМ» (группа DCH, президент — генеральный инвестор и координатор подготовки Харькова к «Евро-2012» — Александр Ярославский) выиграла конкурс на аренду целостного имущественного комплекса харьковского аэропорта.

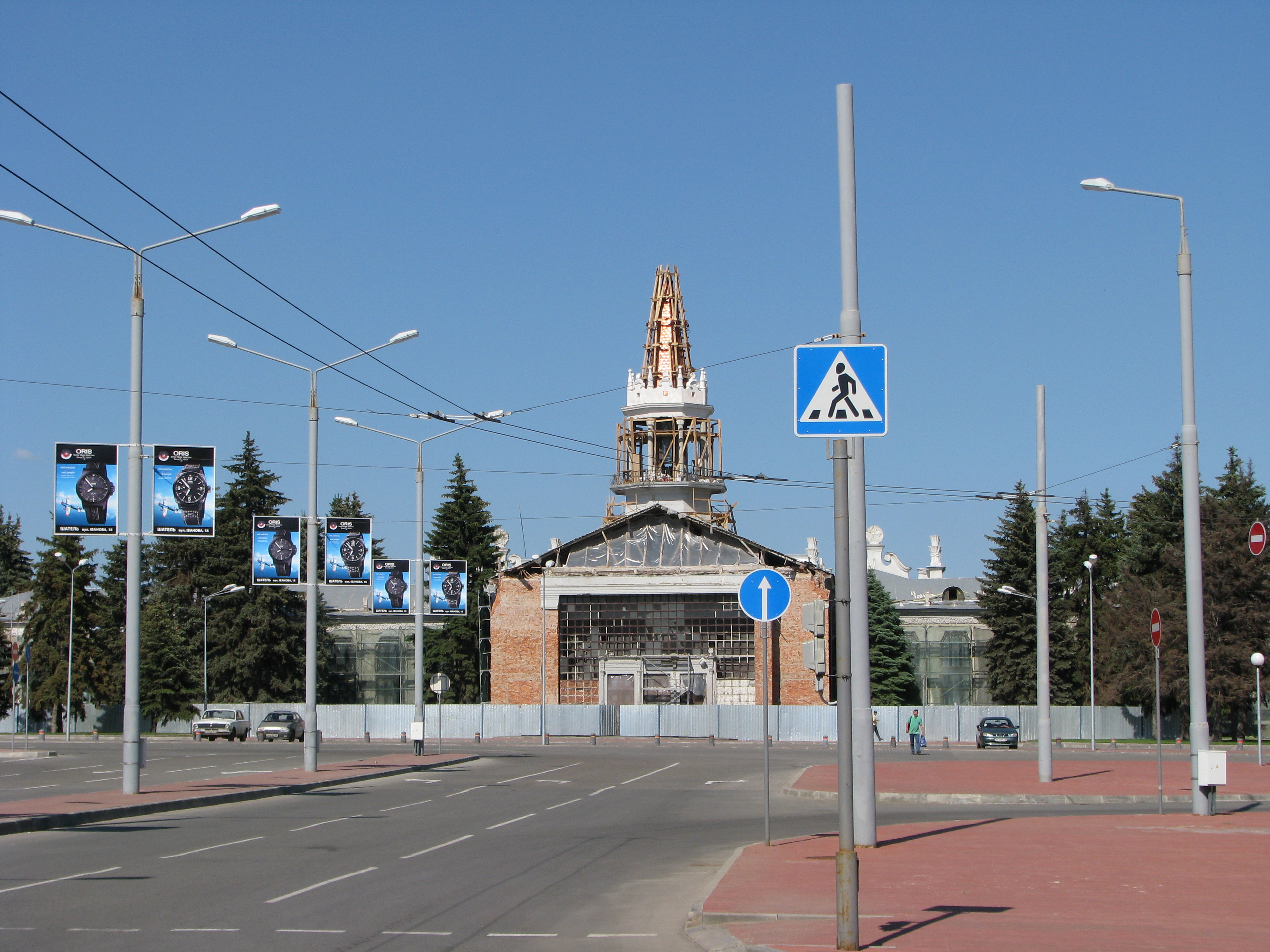
Реконструкция VIP терминала

Проект реконструкции включал строительство нового терминала, реконструкцию существующего, строительство новой взлётно-посадочной полосы и капитальный ремонт перрона, благоустройство привокзальной площади. Технологическая схема обслуживания пассажиров была разработана немецкой компанией «Airport Research Center», проект выполнила украинская фирма «Arcstone». После завершения реконструкции аэропорт стал способен принимать без ограничений воздушные суда класса A, B и C; самолёты класса D по согласованию.
Финансирование проекта осуществлялось за счёт средств частного инвестора — компании «Нью Системс АМ» (группа DCH) и средств государственного бюджета Украины. Доля DCH — 508,8 млн грн. (строительство нового пассажирского терминала, реставрация существующего терминала, реконструкция привокзальной площади и строительство парковочных мест, строительство временного реверсного терминала, полная модернизация инфраструктуры аэропорта, закупка спецтранспорта). Доля государства — 727 млн грн. (строительство новой взлётно-посадочной полосы, перрона и мест стоянок самолётов, новой аварийно-спасательной станции и авиадиспетчерской вышки, замена светосигнальной системы и системы средств посадки самолётов (ІІ кат. ИКАО).

## Характеристики
В настоящее время международный аэропорт «Харьков» — один из важнейших аэропортов Украины. Пропускная способность свыше 1700 пасс./час, по оценкам «Airport Consulting Vienna», потенциальный пассажиропоток — 4,5 млн человек в год. В харьковском аэропорту функционирует современная система обработки багажа (BHS), производительность которой — 960 единиц багажа/час для международных рейсов и 600 единиц багажа/час для внутренних рейсов. Отличительная особенность BHS — мобильность, которая предполагает способность к расширению, созданию дополнительных пунктов регистрации, терминалов прибытия. За поставку и полную интеграцию информационно-технологических решений в основном терминале отвечает ведущий оператор информационных и телекоммуникационных решений для авиаиндустрии RESA. Основной терминал оборудован необходимым количеством каналов пропуска пограничной и таможенной служб, контроля авиабезопасности, приспособлениями для удобного передвижения по терминалу людей с ограниченными возможностями.

### Терминал А
- Обслуживает вылетающих и прилетающих пассажиров внутренних и международных рейсов
- Площадь: 20 000 м2.
- Пропускная способность: 650 пассажиров в час
- Число стоек регистрации: 18
- Пункты контроля: 5 международные вылеты, 2 внутренние вылеты
- Выходы на посадку: 5 международные рейсы (включая 2 телетрапа), 2 — внутренние рейсы

### Терминал В
- Площадь: 2000 м2.

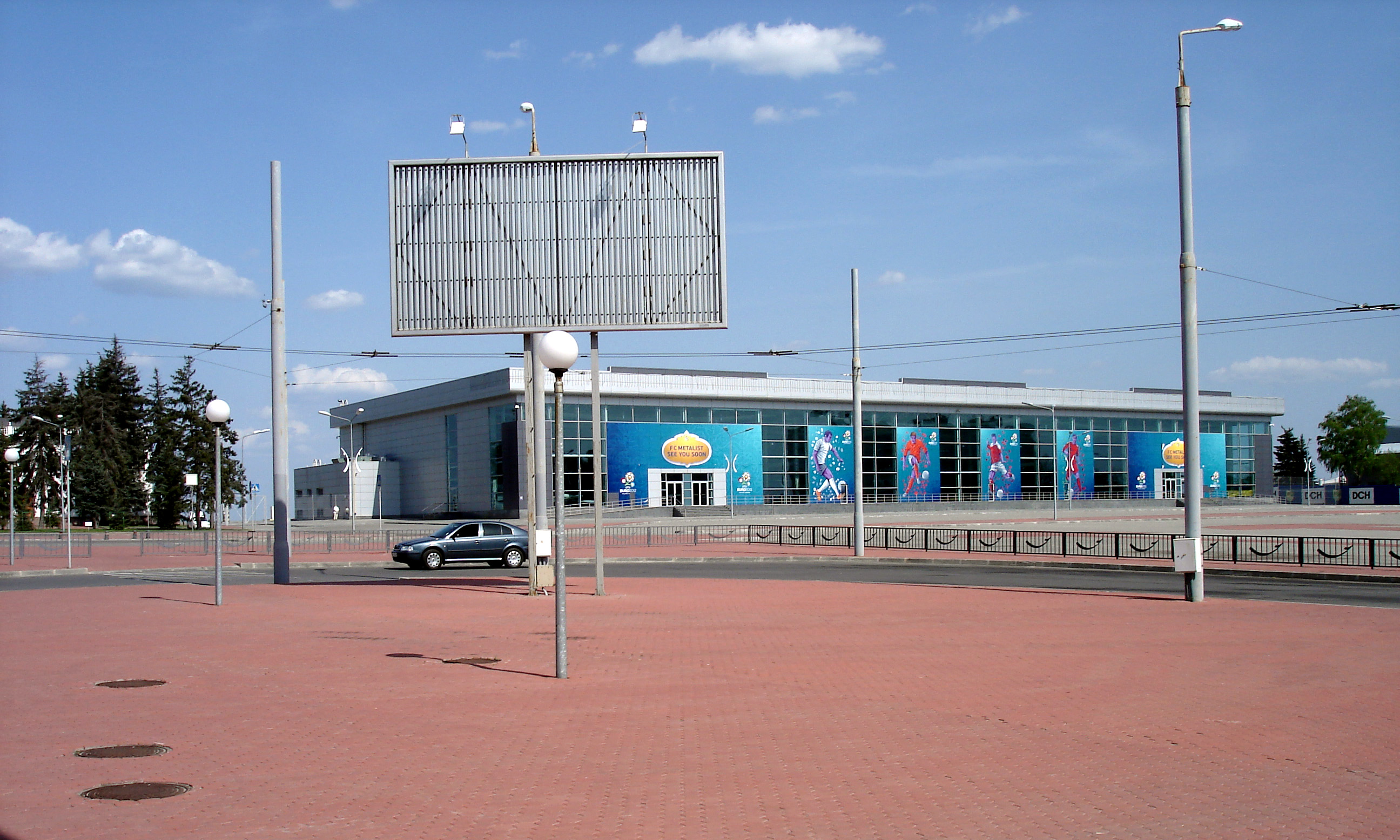
Авиационный ангар (терминал С)

- Пропускная способность: 250 пассажиров в час
- Число стоек регистрации: 1
- Выходы на посадку: 2

### Авиационный ангар (терминал С)
- Площадь: 5182 м2.
- Число отделённых секций: 3
- Возможности: хранение воздушных судов, проведение технических работ C-check,D-Check самолётов типа Airbus A320 и Boeing 737

### ВПП
- Габариты: 2500х45 метров
- Поверхность: бетон
- PCN: 52
- Направление: 07/25
- ILS: CAT II ICAO

### Перрон
- Площадь: 84 000 м2.
- Стоянки для воздушных судов класса С: 23
- Стоянки для воздушных судов класса В: 10
- Перрон К-20 МС. Возможно размещение ВС категории 4С и меньше без ограничений. Размещение ВС категории 4D, 4E — с ограничениями.
- Перрон L-3 МС. Возможно размещение ВС категории 4С и меньше без ограничений.
- Перрон Е-2 МС. Возможно размещение ВС категории 4С и меньше без ограничений. Размещение ВС категории 4D, 4E; 4F — с ограничениями.

## Терминалы

### Терминал А

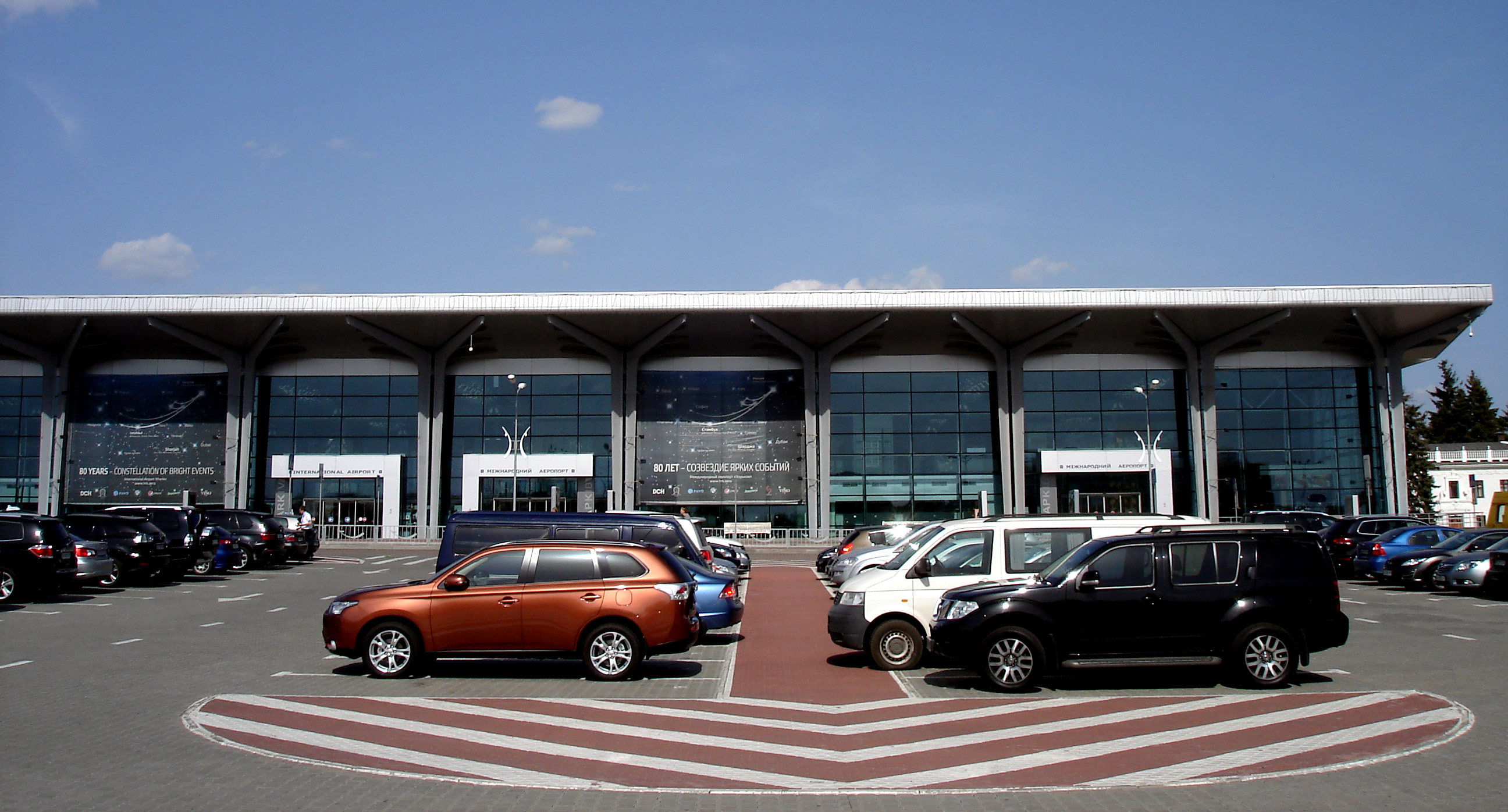
Терминал А (снаружи)

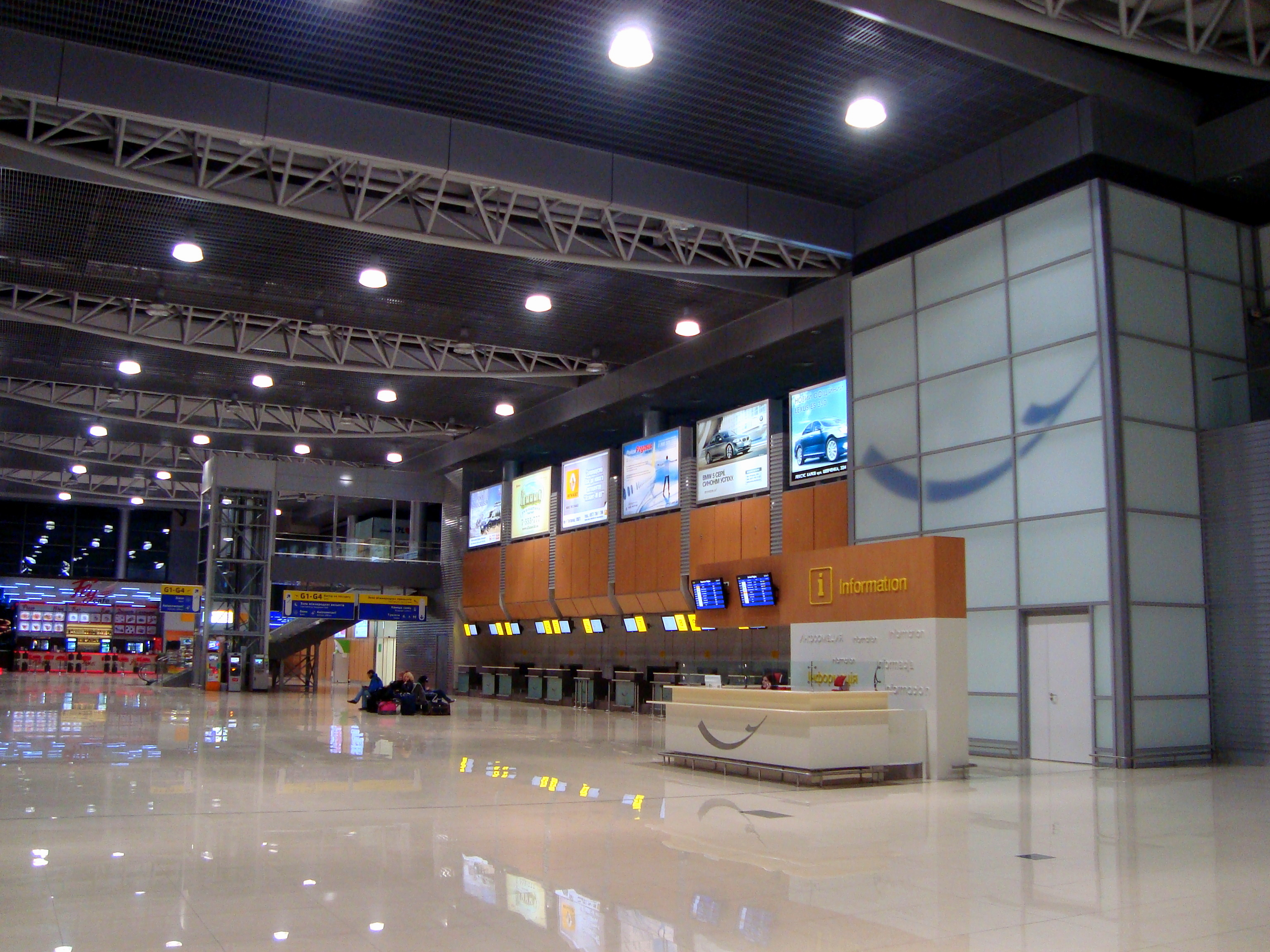
Терминал А (внутри)

Терминал был открыт 28 августа 2010 года, в церемонии открытия участвовал Президент Украины Виктор Янукович. В день своего открытия терминал уже принял пассажиров из Киева. По словам Александра Ярославского, новый терминал удалось построить за неполных два года. В целом строительство обошлось в $ 80 млн.
Площадь: 20 000 м².
Пропускная способность: 650 пассажиров/час.
В терминале оборудовано 18 стоек регистрации; 7 пунктов контроля: 5 международные вылеты, 2 внутренние вылеты; 7 выходов на посадку.

### Терминал В

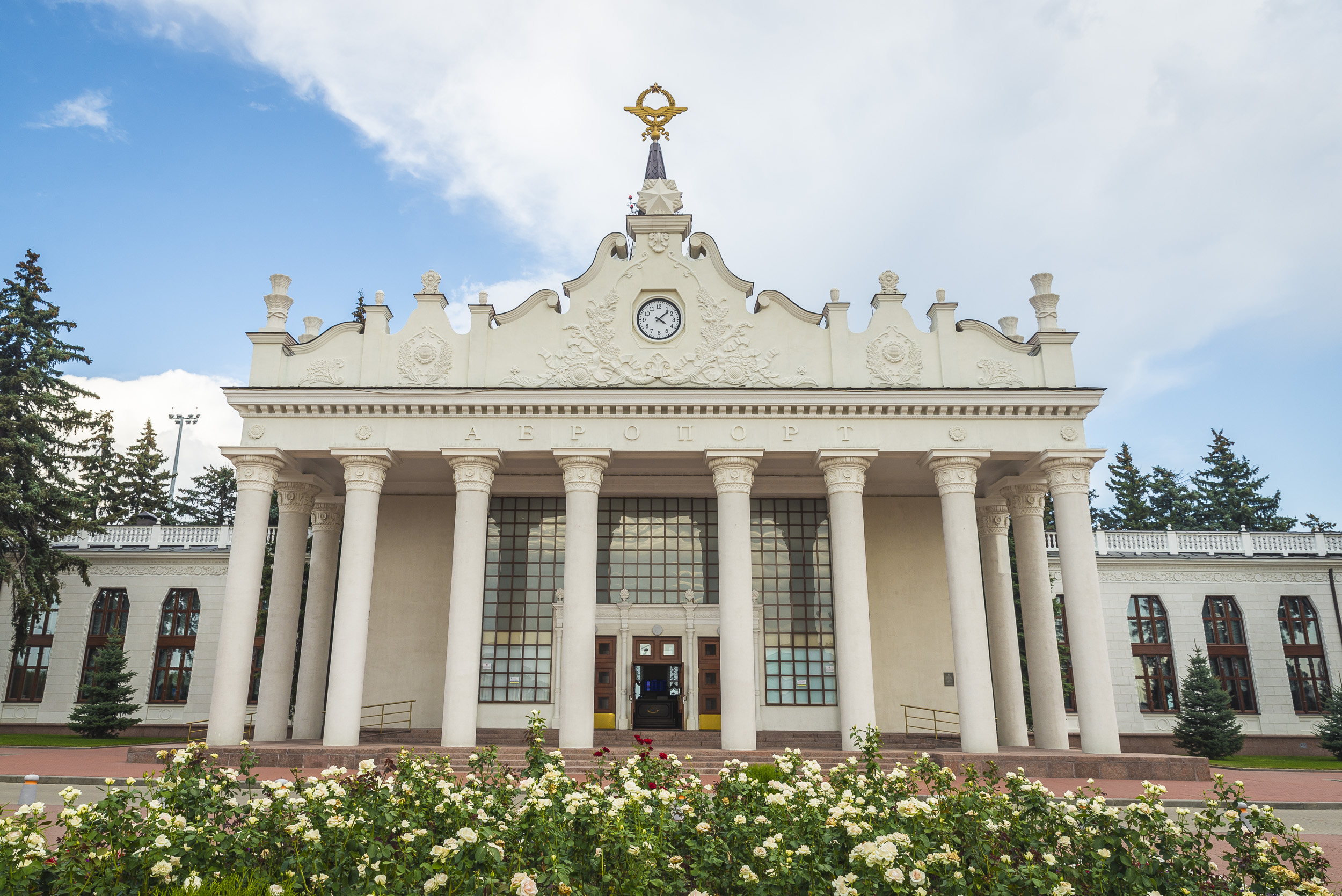
Терминал В

Терминал «В» предназначен для обслуживания VIP-пассажиров, в первую очередь — персональных самолётов малой авиации. Расположен справа от терминала «А». Терминал В представляет собой старое здание аэропорта, которое было реконструировано и преобразовано в терминал для обслуживания VIP-пассажиров. Терминал сохранил стилистику сталинизма, на его территории открылся ресторан «Полёт», который выдержан в стиле 1950-х годов.
Площадь: 2000 м².
Пропускная способность: 250 пассажиров/час.
В терминале оборудована одна стойка регистрации и два выхода на посадку.

### Грузовой терминал
Терминал был возведён в 70-х годах и пришёл в негодность к середине 90-х годов. Грузовой терминал был отреставрирован и открыт в феврале 2014 года.
Площадь: 1100 м².
Пропускная способность: 10 тонн/час.

## План развития
В плане развития аэропорта предусмотрена конвертация авиационного ангара в терминал С, в который будут переведены внутренние рейсы. Также планируется строительство галереи, которая соединит терминалы А и С со стороны перрона. Рассматриваются также сценарии увеличения площади существующего терминала А путём достройки сегментов со стороны взлётно-посадочной полосы либо со стороны перрона.

## Транспорт

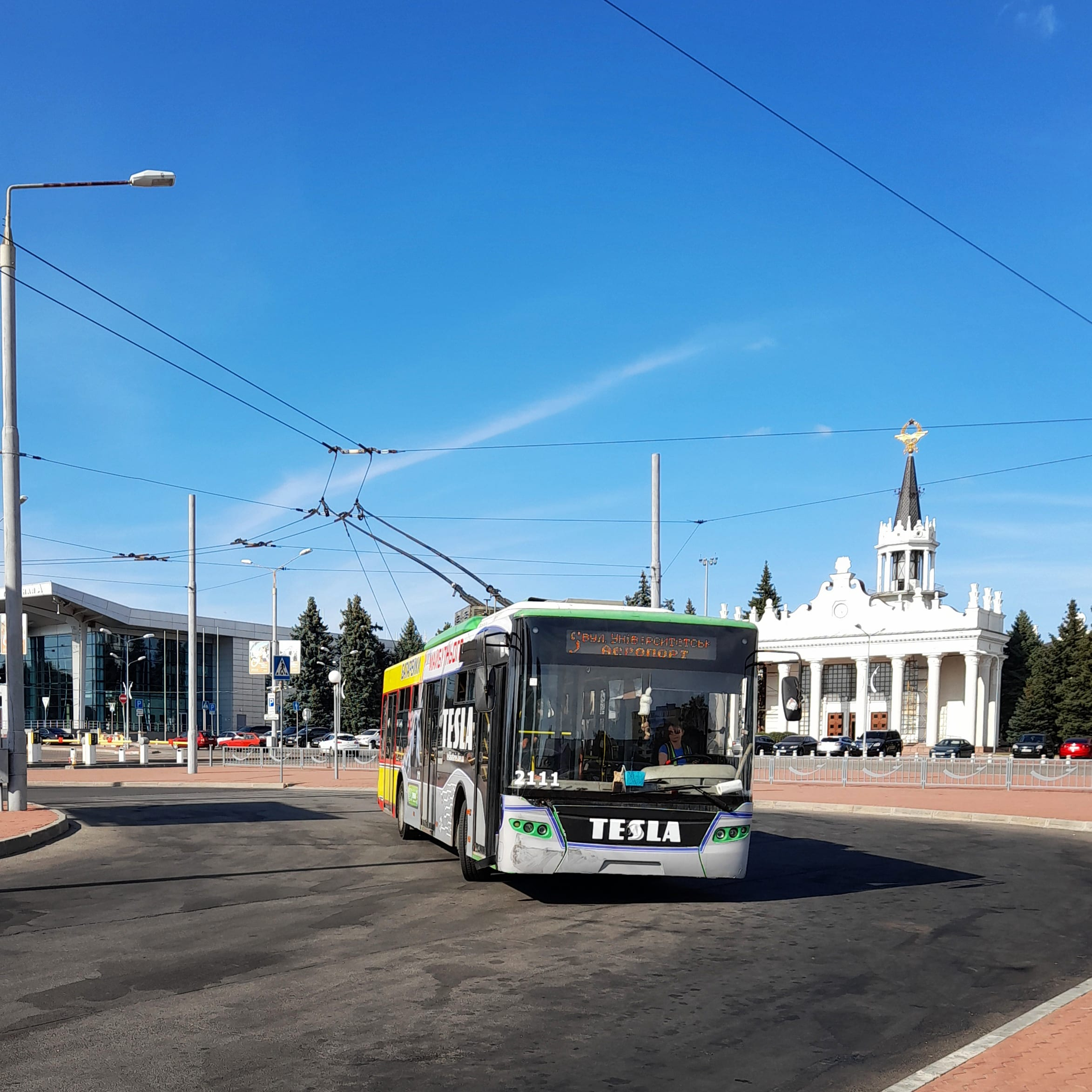
Троллейбус №5 на разворотном кругу возле аэропорта

Аэропорт связан с городом Харьковом следующими маршрутами городского общественного транспорта:
- Троллейбус № 5 — Аэропорт — ул. Университетская (возможна пересадка на станцию метро «Проспект Гагарина»)
- Автобус № 115 — Аэропорт — станция метро «Проспект Гагарина»
- Автобус № 119 — Аэропорт — проспект Победы (возможна пересадка на станции метро «Проспект Гагарина», «Площадь Конституции», «Университет», «Научная», «Ботанический сад», «23 Августа», «Алексеевская», «Победа»)
- Автобус № 152 — Аэропорт — ул. Барабашова (522 микрорайон) (возможна пересадка на станции метро «Турбоатом», «Академика Барабашова», «Героев Труда»)
- Автобус № 255 — Аэропорт — станция метро «Академика Барабашова» (возможна пересадка на станцию метро «Турбоатом»).

## Пассажиропоток аэропорта

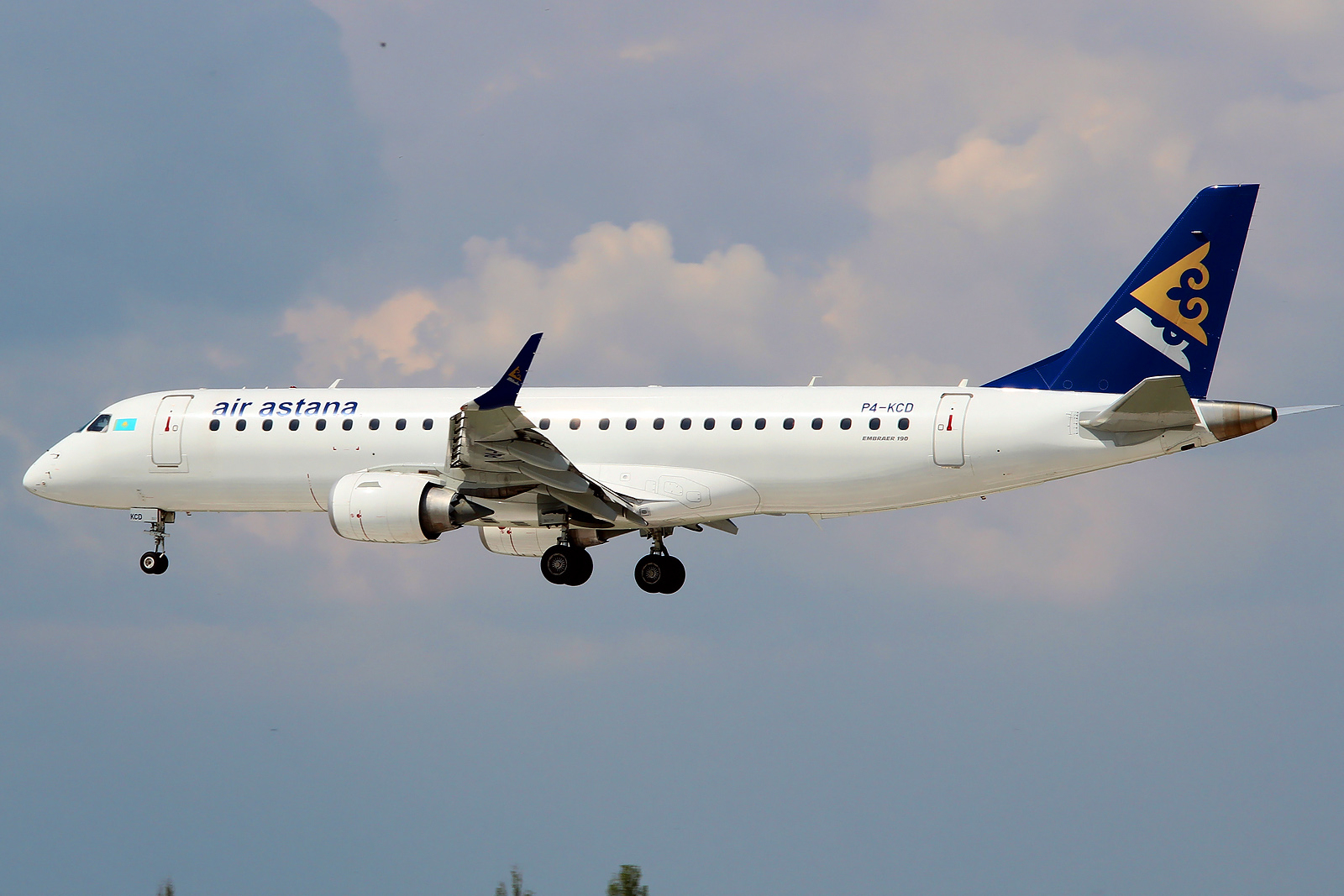
Embraer 190 авиакомпании Air Astana

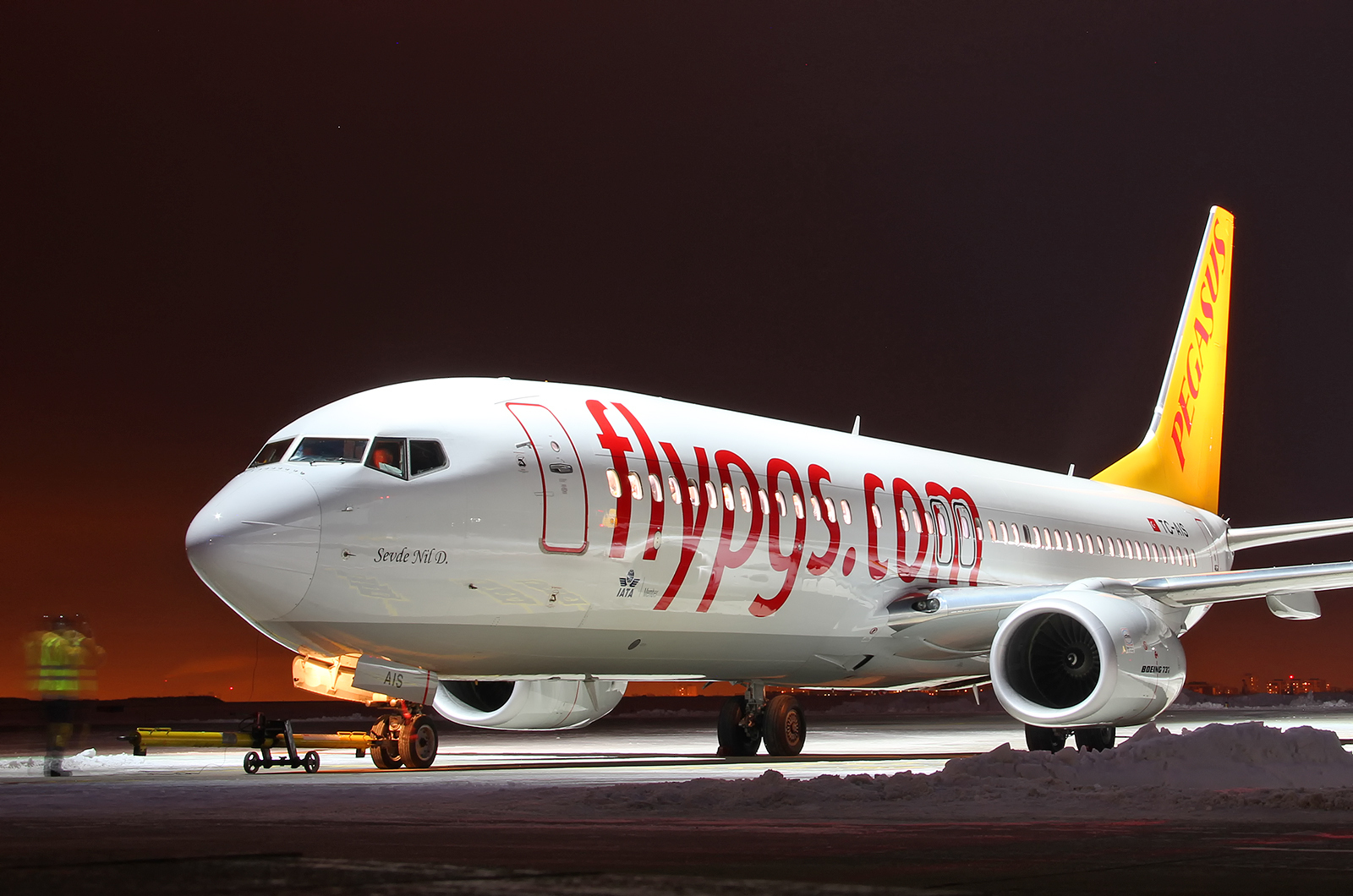
Boeing 737-82R авиакомпании Pegasus Airlines на взлетной полосе

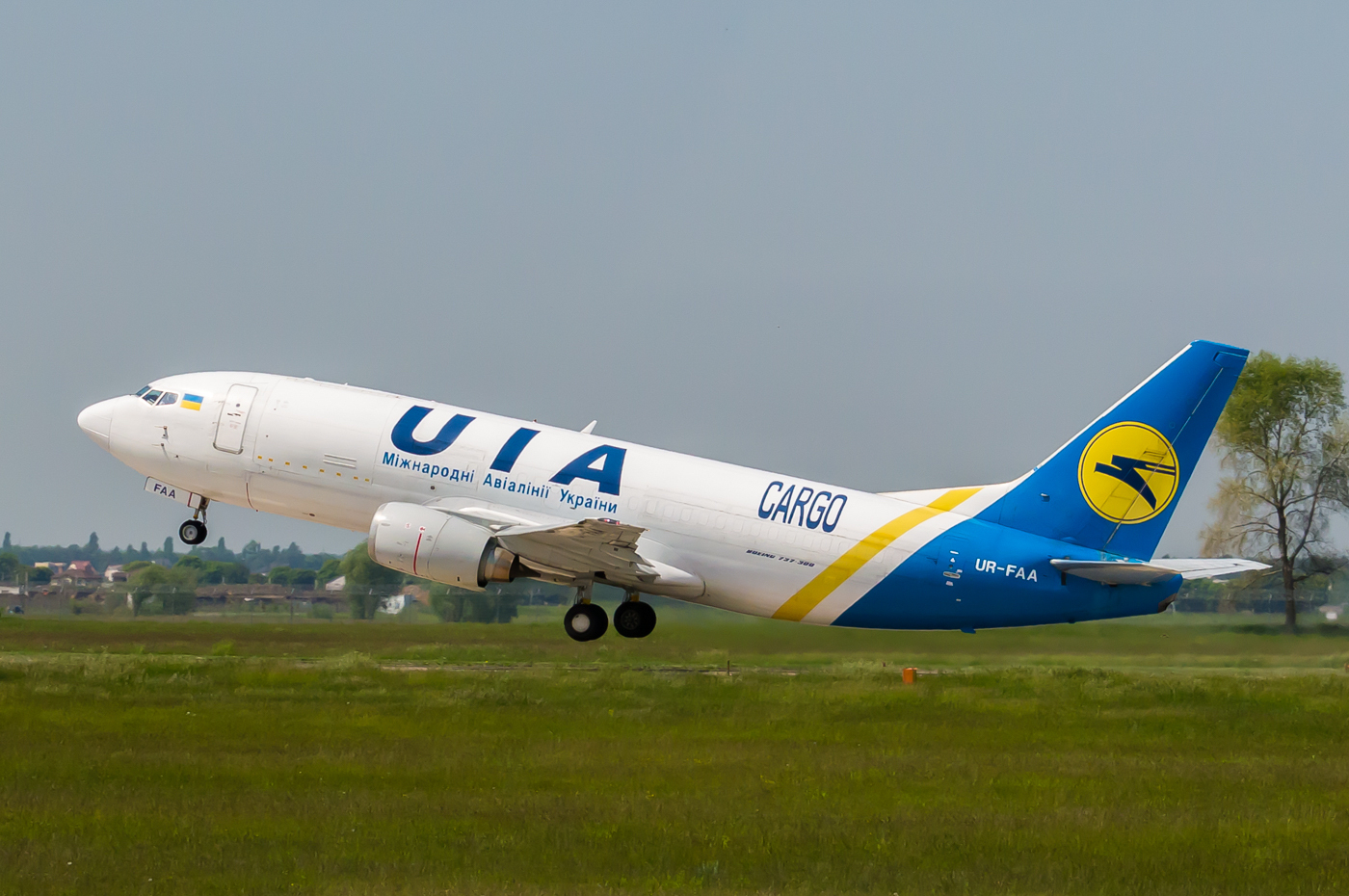
Boeing 737-300F авиакомпании Ukraine International Airlines совершает взлет

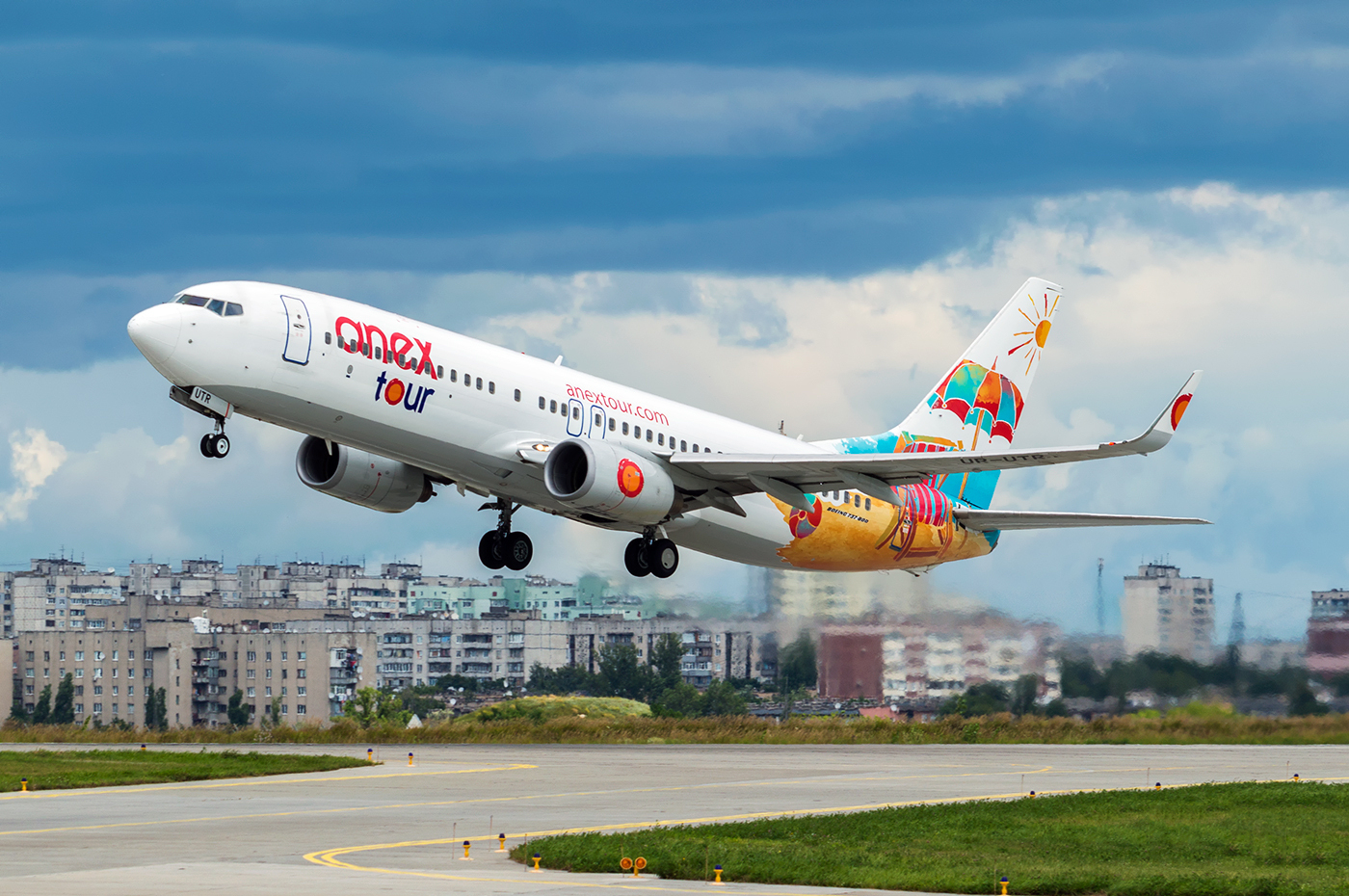
Boeing 737-800 совершает взлет

| Год  | Количество пассажиров | Изменение |
| ---- | --------------------- | --------- |
| 1989 | ~800 000              | -         |
| 2002 | 50 800                | ▼1575 %   |
| 2003 | 64 000                | ▲26 %     |
| 2004 | 104 500               | ▲63,3 %   |
| 2005 | 140 500               | ▲34,4 %   |
| 2006 | 201 900               | ▲43,7 %   |
| 2007 | 258 400               | ▲28,0 %   |
| 2008 | 309 900               | ▲20,0 %   |
| 2009 | 196 400               | ▼36,3 %   |
| 2010 | 243 200               | ▲23,8 %   |
| 2011 | 308 700               | ▲26,9 %   |
| 2012 | 501 500               | ▲62,5 %   |
| 2013 | 605 200               | ▲20,7 %   |
| 2014 | 437 500               | ▼27,7 %   |
| 2015 | 373 600               | ▼14,6 %   |
| 2016 | 599 700               | ▲60,5 %   |
| 2017 | 806 200               | ▲34,4 %   |
| 2018 | 962 500               | ▲19,0 %   |
| 2019 | 1 340 000             | ▲39,2 %   |
| 2020 | 659 300               | ▼50,8 %   |